# Sultanat de Mogadiscio
VIIIe siècle – XVe siècle
Entités précédentes :
- Sarapion

Entités suivantes :
- Empire Ajuran

Le sultanat de Mogadiscio, (Somali: Saldanadda Muqdisho, en Arabe سلطنة مقديشو), également connu sous le nom du royaume de Magadoxo (Somali: Boqortooyada Muqdisho) était un royaume médiéval centré dans le sud de la Somalie. C'est devenue l'une des puissances prééminentes de la Corne de l'Afrique sous le règne de la dynastie Fakhr Ad-Din avant de se faire annexer par l'empire d'Ajuran, puissant et en expansion, au XIIIe siècle. Le sultanat de Mogadiscio entretenait un vaste réseau commercial, dominait le commerce régional de l'or, frappait sa propre monnaie et a laissé un vaste héritage architectural et religieux dans le sud de la Somalie actuelle.

## Origine
L'origine ethnique fondatrice de Mogadiscio et de son sultanat ultérieur a été un sujet d'intrigue dans les études somaliennes. Ioan Lewis et Enrico Cerulli pensaient que la ville avait été fondée et dirigée par un ensemble de familles arabes et perses,,. Cependant, la source utilisée par I.M Lewis et Cerulli remonte a un livre datant du XIXe siècle appelé « Kitab Al-Zunuj », qui a été discrédité par les historiens modernes comme peu fiable et non historique,,,.
Plus important encore, cela contredit les sources antiques et orales ainsi que les preuves archéologiques sur les civilisations et communautés préexistantes qui ont prospéré sur la côte somalienne et qui ont été les ancêtres de Mogadiscio et d’autres villes côtières. Ainsi, les « mythes » fondateurs persans et arabes sont considérés comme une fausse réflexion colonialiste dépassée sur la capacité des Africains à créer leurs propres États sophistiqués.
Il est désormais largement connu qu'il existait déjà sur la côte somalienne des communautés dirigées par des dirigeants ethniques somaliens, à qui les familles arabes et perses devaient demander la permission de s'installer dans leurs villes. Il semble également que les Somaliens locaux aient conservé leur supériorité politique et numérique sur la côte tandis que les immigrants musulmans passeraient par un processus d'assimilation en adoptant la langue et la culture locales. Ceci est confirmé par le document grec du Ier siècle apr. J.-C., le Périple de la mer Érythrée, détaillant plusieurs villes portuaires prospères de la Somalie antique, ainsi que par l'identification de l'ancienne citée de Sarapion qui serait plus tard connue sous le nom de Mogadiscio. Lorsque Ibn Battuta visita le sultanat au XIVe siècle, il identifia le sultan comme étant d'origine « Barbara », un terme ancien pour décrire les ancêtres du peuple Somalien,. Selon Ross E. Dunn, ni Mogadiscio, ni aucune autre ville de la côte, ne pouvaient être considérées comme des enclaves étrangères aux Arabes ou aux Perses, mais étaient en fait des civilisations purement Africaines.
Il ne fait aucun doute que les colons étrangers se sont occasionnellement entremariés avec les autochtones, ce qui est clairement représenté dans les riches traditions généalogiques du peuple Somalien. Ces premiers immigrés ont ensuite été suivis par d'autres vagues d'immigrants qui ont ensuite donné naissance à de nombreux petits groupes tribaux dans la ville comme les Benadiris. L'historien syrien du XIIe siècle Yaqut al-Hamawi  a écrit sur Mogadiscio (vers 1220) et l'a qualifiée de ville la plus riche et la plus puissante de la région, et l'a décrite comme étant située dans le pays des « Barbar », certainement une référence aux Somaliens. Cependant, selon lui, les habitants de Mogadiscio étaient pour la plupart des étrangers, divisés en tribus, chacune avec son propre cheikh. De nombreux marchands musulmans d'origine arabe, persane et probablement indienne vivaient dans cette ville aux côtés des Somaliens indigènes qui avaient déjà adopté l'Islam comme religion.